# Josef Jakobs

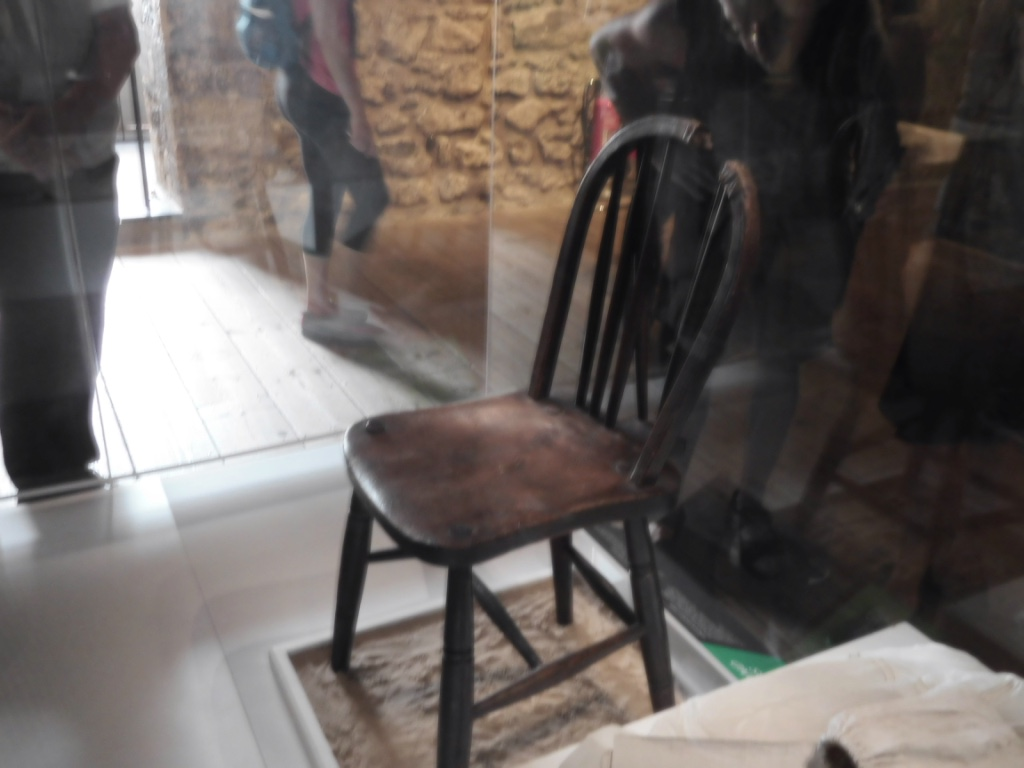
A cadeira Windsor em que Josef Jakobs se sentou quando foi executado por um pelotão de fuzilamento na Torre de Londres em 15 de agosto de 1941.

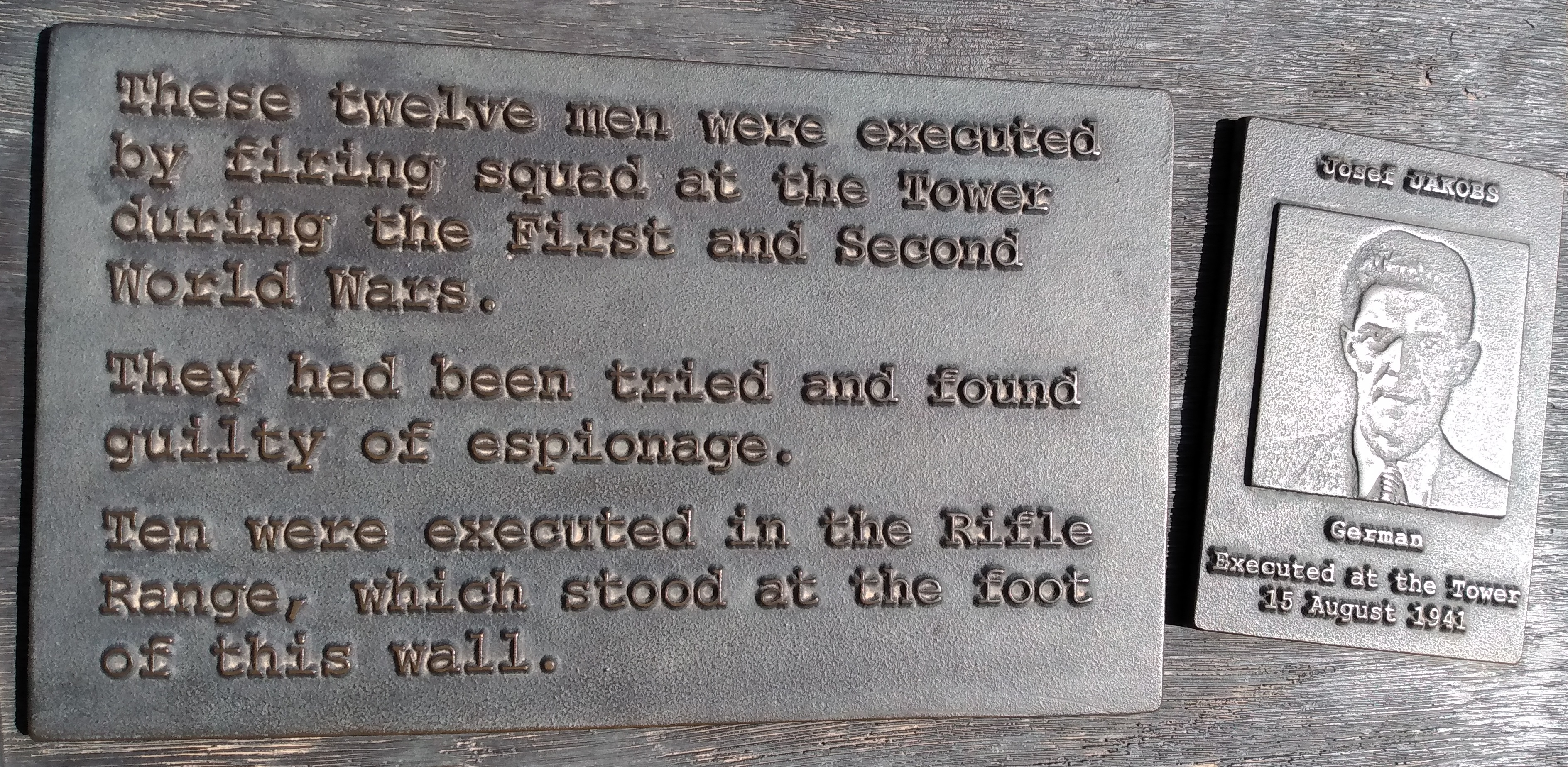
Uma placa na Torre de Londres sobre a execução de Josef Jakobs.

Josef Jakobs (30 de junho de 1898 - 15 de agosto de 1941) foi um espião alemão e a última pessoa a ser executada na Torre de Londres. Ele foi capturado logo após saltar de paraquedas no Reino Unido durante a Segunda Guerra Mundial. Condenado por espionagem sob a Lei da Traição de 1940, Jakobs foi condenado à morte e posteriormente baleado por um pelotão de fuzilamento militar.
Em 31 de janeiro de 1941, Jakobs voou do Aeroporto Schiphol, na Holanda, para Ramsey, em Huntingdonshire. Ele saltou de paraquedas da aeronave e pousou em um campo perto da Dove House Farm, mas quebrou o tornozelo durante o processo. Na manhã seguinte, Jakobs atraiu a atenção de dois fazendeiros, Charles Baldock e Harry Coulson, disparando sua pistola para o ar. Baldock e Coulson notificaram os membros da Guarda Nacional local, que rapidamente prenderam Jakobs. Ele foi pego ainda vestindo seu traje de voo e carregando £ 500 em moeda britânica, documentos de identidade falsos, um transmissor de rádio e uma salsicha alemã.